# Ригел (форма на релефа)
Ригел е скалист заоблен скален праг разположен под ледниковия език, най-често на границата между изхода на циркуса и началото на ледниковата долина или на няколко места по долината. Обикновено ригелите са изградени от много твърди скали, които ледникът не може да разруши, а само изглажда и при преминаването му над тях образува ледопади. При отдръпване или стопяване на ледника ригелите остават като преградни стени на образувалите се ледникови езера. У нас, в Рила и Пирин повечето от езерата с ледников произход са преградени от такива форми на релефа.